# إبراهيم بن سعيد السهلي

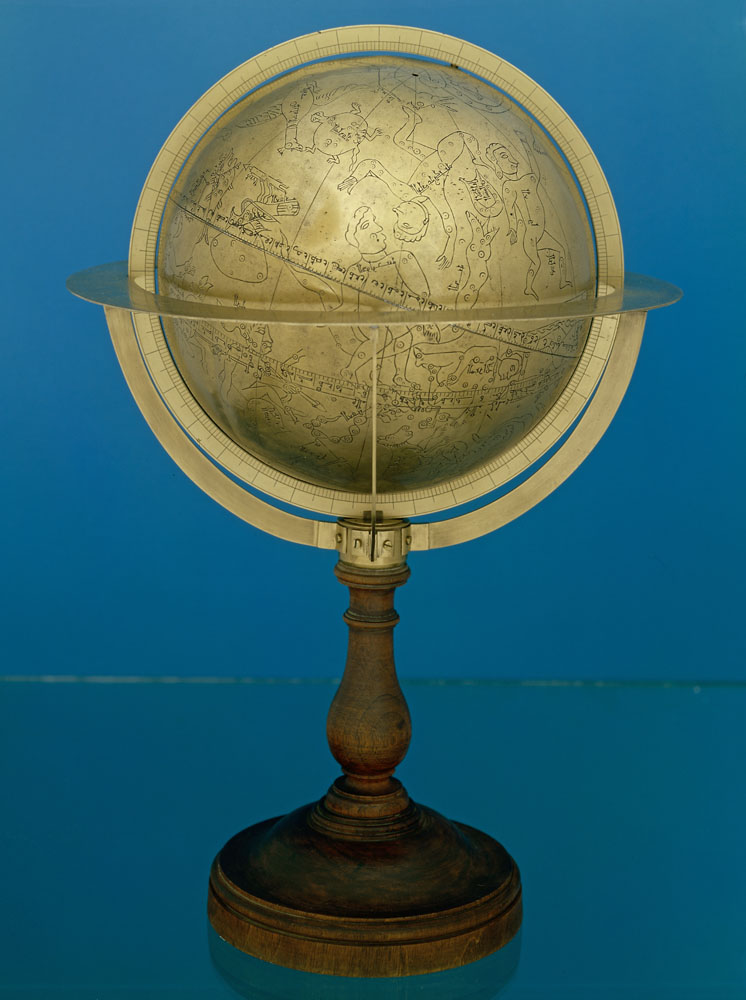
الإسطرلاب السهلي، في متحف جاليليو بفلورنسا.

 إبراهيم بن سعيد السهلي الوزان هو عالم فلكي مُسلم، عاش في الأندلس بين سنتي 1050 و1090م. عُرف بابتكاره «الإسطرلاب السهلي» في مدينة طليطلة في عام 1066، وهي أداة لتحديد مواقع النجوم على السماء، كما قام أيضا بإنشاء أربعة أَسطرلابات أخرى بين عامي 1067 و1086.

## مسيرته
يرتبط اسم إبراهيم بن سعد السهلي في المصادر المكتوبة بموقع كاستيون دي لا بلانا (Castellón de la Plana). إذ نعرف عبر المعلومات التي يشير إليها القاضي بن سعيد في كتابه تاريخ العلم، أن السهلي كان عالما شابا، صانعا للإسطرلابات في طلليطلة. وبعد وفاة الزرقالي، سيواصل عمله في صناعة مجموعة من الآلات إلى حدود نهاية القرن 11 م. ويبدو أنه في عام 1080 سيستقر في الجزء الشرقي للأندلس إذ سيصنع أحد أوائل الإسطرلابات الكروية الذي ما زال محفوظا، والذي أهداه للقائد عيسى بن لبّون، عامل منطقة مُرْبِيطَرُ (ساغونتو حاليا). وقد ذُكر هذا الإسطرلاب في كتاب الذخيرة لابن بسّام.
ولقد صنع إبراهيم بن سعد السهلي إسطرلابا آخرا يحمل اسمه، ما زال محفوظا في متحف تاريخ العلوم في أوكسفورد. ولقد أنشأ كذلك، بتعاون مع ابنه إسطرلابا كرويا مؤرخا في عام 478 هـ، الموجود حاليا في متحف تاريخ العلوم في فلورانسا. كما ينسب إليه كذلك قطعة موجودة الآن بالمكتبة الوطنية الفرنسية تشبه السابقة.